# Pusztamérges
Pusztamérges is een plaats (község) en gemeente in het Hongaarse comitaat Csongrád. Pusztamérges telt 1319 inwoners (2002).